# Halbturn
Halbturn (en húngaro: Féltorony) es una ciudad localizada en el Distrito de Neusiedl am See, estado de Burgenland, Austria.
- Datos: Q662292
- Multimedia: Halbturn / Q662292

1. ↑  Worldpostalcodes.org, código postal n.º 7131.